# Karen Bass
Karen Ruth Bass (Los Angeles, 5 de outubro de 1953) é uma política norte-americana. Filiada ao Partido Democrata, foi entre 2011 e 2022 integrante da Câmara dos Representantes dos Estados Unidos, representando a Califórnia. Anteriormente, serviu na Assembleia do Estado da Califórnia, inclusive como sua presidente. Em 2022, foi eleita prefeita de Los Angeles.
Bass foi a primeira mulher afro-americana a presidir um legislativo estadual nos Estados Unidos. Em 2018, foi designada para o cargo de presidente do Congressional Black Caucus.